# Josef Peters
Pour les articles homonymes, voir Peters.
Josef Peters, né le 16 septembre 1914 à Düsseldorf (province de Rhénanie) et mort le 24 avril 2001 dans sa ville natale, est un ancien pilote automobile allemand. Il a notamment disputé un Grand Prix de championnat du monde, en 1952.

## Résultats en championnat du monde de Formule 1
| Saison | Écurie | Châssis           | Moteur             | Pneus  | GP disputé | Points inscrits | Classement |
| ------ | ------ | ----------------- | ------------------ | ------ | ---------- | --------------- | ---------- |
| 1952   | Privé  | Veritas Meteor RS | Veritas 6 en ligne | Dunlop | Allemagne  | 0               | non classé |